# ناحیه پارادایس، شهرستان کولز، ایلینوی
ناحیه پارادایس، شهرستان کولز، ایلینوی (به انگلیسی: Paradise Township) یک منطقهٔ مسکونی در ایالات متحده آمریکا است که در شهرستان کولز، ایلینوی واقع شده‌است. ناحیه پارادایس ۱٬۳۵۱ نفر جمعیت دارد و ۲۰۵ متر بالاتر از سطح دریا واقع شده‌است.